# Línea 184 (Buenos Aires)

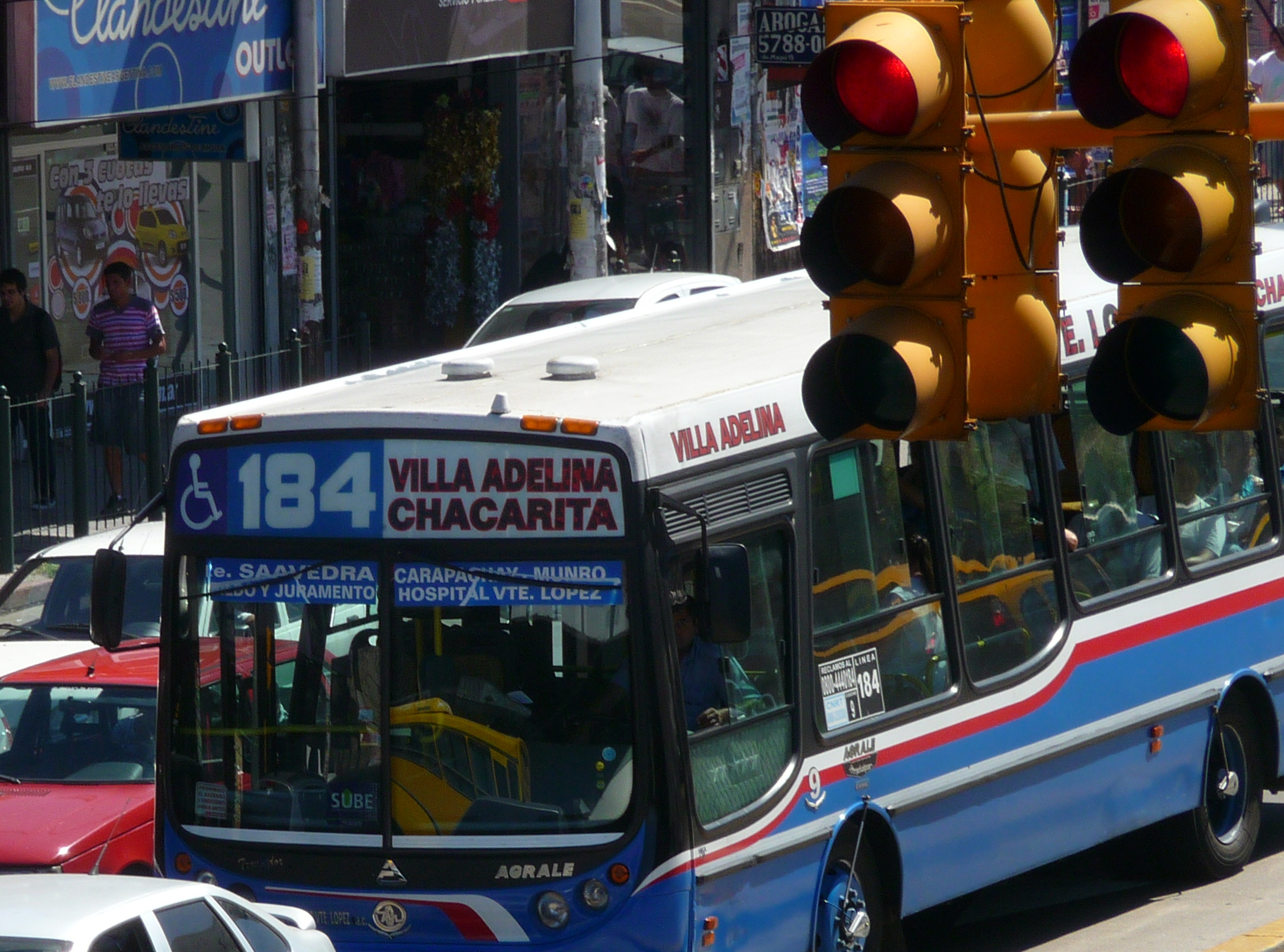
Linea 184

La línea 184 es una línea de colectivos del Área Metropolitana de Buenos Aires. Une la localidad de Boulogne con el barrio porteño de Chacarita.
En un principio, fue operada por La Central de Vicente López, luego por Misión Buenos Aires (sucesora de Plaza) hasta 2018, ya que desde aquel año, el grupo ERSA se hizo cargo de la línea.
Desde agosto de 2018, el grupo ERSA controla la línea hasta la actualidad, con una flota menor a 2 años de antigüedad.
En enero de 2017, hubo un cambio de recorrido en Munro, debido al cambio de sentido de las calles del centro comercial de la localidad anteriormente nombrada.
En 2023 el recorrido fue prolongado desde la Estación Viila Adelina hasta cercanías de la Estación Boulogne, en donde se encuentra el grupo ERSA. Anteriormente, se extendió hasta la zona cercana a la Torre Ader, donde estaba la cochera de M.O. Saavedra.

## Recorridos de la Línea 184

### Estación Federico Lacroze (Chacarita - Capital Federal) - Boulogne
Posee un solo recorrido, que se enuncia a continuación.
- - Ida a Boulogne: Desde Avenida Corrientes Norte y Olleros Por Avenida Corrientes Norte, Avenida Federico Lacroze, Capitán General Ramón Freire, Avenida Elcano, Virrey Del Pino, Avenida Cabildo, Cruce Avenida General Paz, Avenida Maipú, Agustín Álvarez, 25 De Mayo, General Lavalle, General José María Paz, General Justo José De Urquiza, Nicolás Avellaneda, Presidente Hipólito Yrigoyen, España, Carlos Villate, Avenida Bartolomé Mitre,Vélez Sarsfield, Carlos Tejedor, Presidente Derqui, Posadas, Juan José Castelli, Horacio Quiroga, Paraná, Virrey Vertiz, Perito Moreno, Guayaquil, Mazza hasta el n.º 2361.

- - Vuelta a Chacarita: Desde Mazza n° 2361 por Mazza, Avenida Bernardo Ader, Boedo, Guayaquil, Perito Moreno, Scalabrini Ortiz, Paraná, A. Guido, Domingo De Acassuso, General Belgrano, Carlos Villate, Avenida Bartolomé Mitre, Antonio Malaver, Caseros, General Roca, España, Agustín Álvarez, Avenida Maipú, Cruce Avenida General Paz, Avenida Cabildo, José Hernández, Avenida Elcano, Avenida de los Incas, Conde, Avenida Federico Lacroze, Avenida Corrientes Sur, Olleros, Avenida Corrientes Norte hasta Avenida Federico Lacroze.

## Sitios de interés
Algunos de los sitios de interés que recorre esta línea, son: Cementerio de la Chacarita, Avenida Cabildo y Juramento, Puente Saavedra, Estadio de Colegiales, Teatro Vorterix, Instituto Cardiovascular, Instituto Cardiovascular Infantil, Sanatorio Colegiales, Hospital Houssay y el Hospital Centrangolo, entre otros tantos.

## Galería

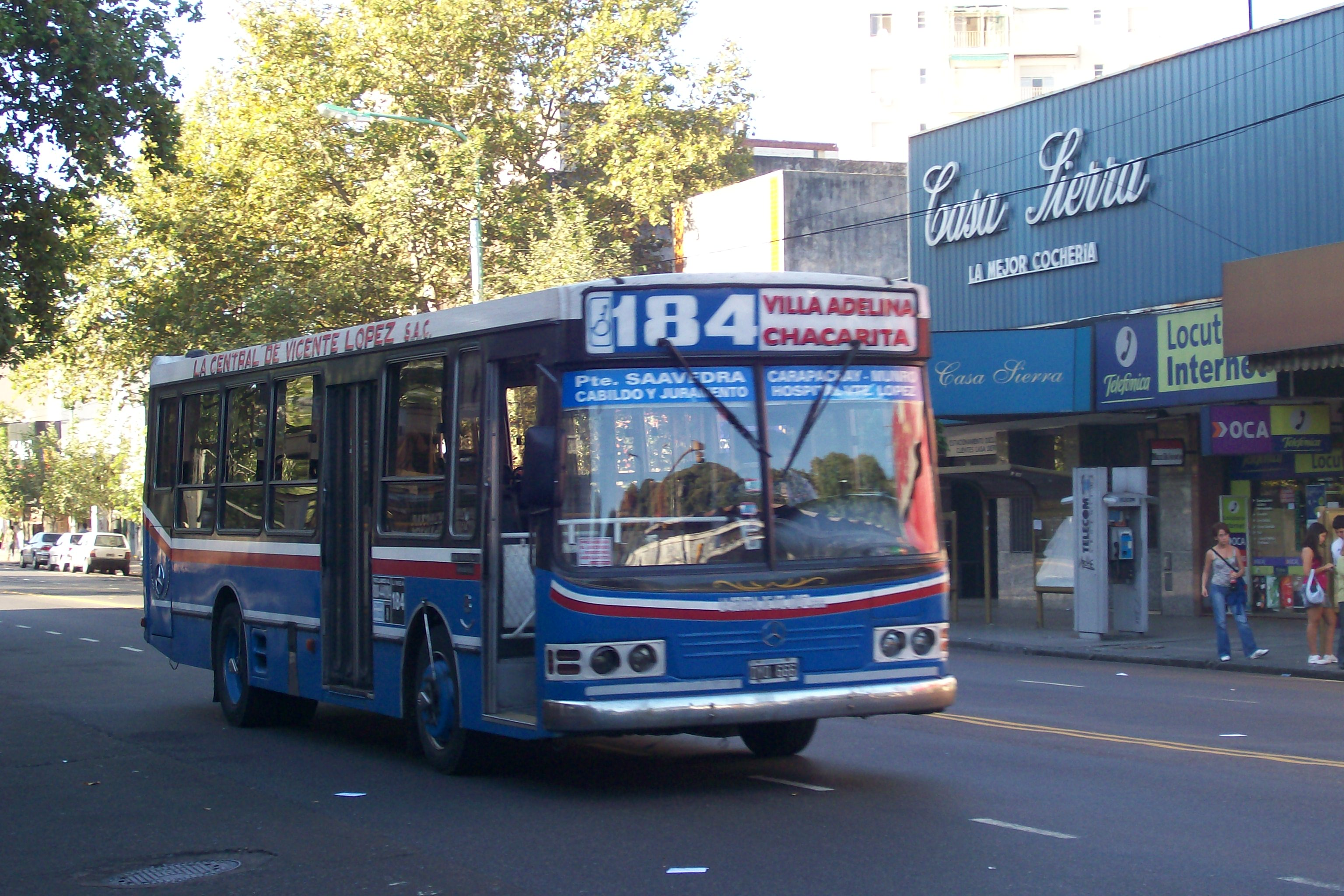
Un colectivo de la línea 184 de la anterior prestataria La Central de Vicente López S. A. C.